# Arturo Duque Villegas
Le Dr Arturo Duque y Villegas (Antioquia, le 27 novembre 1899 - Medellín, le 26 juillet 1977) est religieux colombien et archevêque catholique.
Plus populaire des curies romaines en Colombie, le 7 juillet 1959, le pape Jean XXIII le nomme en tant qu'archevêque de Manizales.